# Girls! Girls! Girls! (filme)
Girls! Girls! Girls! (Br: Garotas, Garotas e Mais Garotas; Pt: Garotas! Garotas! Garotas!) é um filme norte-americano de 1962 estrelado por Elvis Presley, tornando-se em um de seus maiores sucessos de bilheteria.

## Sinopse
Ross Carpenter é um pescador que dá duro para manter o barco alugado. Ele acaba se interessando por duas meninas muito diferentes; Uma é cantora e a outra uma menina muito rica que finge ser pobre para não magoar o modesto pescador.

## Elenco
- Elvis Presley: Ross Carpenter
- Stella Stevens: Robin Gantner
- Laurel Goodwyn: Laurel Dodge
- Jeremy Slate: Wesley Johnson

## Ficha técnica adicional
- Estúdio: Paramount Pictures
- Lançamento: Novembro de 1962

## Indicações

### Globo de Ouro
- 1963 - Indicado como melhor musical;

### Laurel Awards
- 1963 - Indicado como melhor musical;
- 1963 - Indicado como melhor performance musical masculina (Elvis Presley);

## Avaliações
- 4/5 ou 8/10